# Velika nagrada Belgije 1939
Velika nagrada Belgije 1939 je bila prva dirka evropskega avtomobilističnega prvenstva v sezoni 1939. Potekala je 25. junija 1939 na belgijskem dirkališču Spa-Francorchamps.

## Poročilo

### Pred dirko
Steza je bila zaradi odstranitve šikane Ancienne Douanne skrajšana za 364 metrov in hitrejša, dirkalniki so po novem neposredno vstopili v ovinek Eau Rouche, kot še danes. Georg Meier je v moštvu Auto Uniona nadomestil Hansa Stucka, ki je nastopal na dirki za Veliko nagrado Bukarešte. Alfa Corse je na dirko pripeljala dva dirkalnika za Giuseppeja Farino in Raymonda Sommerja, poleg obeh nemških moštev pa so bili na dirki še Adolfo Mandirola z Maseratijem 6CM ter Robert Mazaud in Louis Gérard z dirkalnikoma Delahaye T135CS. Obe nemški moštvi sta bili na prostih treningih najhitrejši. Hermann Lang, ki je na ravnini dosegel največjo hitrost 310 km/h, je postavil najhitrejši čas s 5:03,2. Štartna vrsta je bila določena na podlagi žreba. 

### Dirka
Na dan dirke je močno deževalo. Ker je bila štartna vrsta na klancu, je bila velika možnost za prezgodnji štart. Moštvo Mercedesa je problem rešilo tako, da so pod kolesa dirkalnikov postavili kose krede. Giuseppe Farina se je začel premikati še pred signalom za štart dirke, toda že kmalu po štartu so nemški dirkalniki na hitrejših delih steze švignili mimo njega. Po prvem krogu je vodil Hermann Paul Müller, sledili so mu Lang, Tazio Nuvolari,  Rudolf Caracciola, Farina, Richard Seaman, Rudolf Hasse, Manfred von Brauchitsch, Raymond Sommer in Meier. Med tem ko je Farina še vedno zadrževal Seamana, Hasseja in von Brauchitscha, je vodilni Müller zadrževal Langa. Pri tem ga je večkrat ostro zaprl, zato mu je Langa jezno gestikuliral s pestjo. Športni direktor Mercedesa, Alfred Neubauer, je zaradi tega protestiral pri organizatorjih dirke, toda delavci ob progi so namesto Müllerju, z modrim zastavami mahali Langu. V tretjem krogu je Seaman uspel prehiteti Farino in začel loviti vodilne. Lang je obupal in spustil mimo tako Caracciolo, kot tudi Seamana, ki sta oba veljala za dobra v dežju. Müller je blokiral tudi vse poskuse Caracciole, ki je v devetem krogu naredil napako in se zavrtel v zanki La Source. Pri tem mu je ugasnil dirkalnik in moral je odstopiti. V enajstem krogu je Müller zaradi težav z dirkalnikom zapeljal v bokse, vodstvo je s tem prevzel Seaman, ki je takoj odpeljal nekaj hitrih krogov ter pobegnil Langu in Nuvolariju. V štirinajstem krogu je šestouvrščeni Meier v ovinku Blanchemont zletel v jarek, ko je prehiteval za krog neprevidnega Adolfa Mandirolo. Dež je prenehal, toda steza je bila še vedno zelo spolzka. 
Oba vodilna dirkača sta zapeljala na postanek v bokse za gorivo, menjava pnevmatik zaradi mokre steze ni bila potrebna. Langov postanek je bil nekoliko hitrejši, zato je prevzel vodstvo pred Seamanom. Že krog kasneje je britanski dirkač ponovno prevzel vodstvo in začel bežati Langu. Po enaindvajsetih krogih je imel že pol minute prednosti pred Langom, ki so mu sledili Nuvolari, Hasse in von Brauchitsch. Vodilni Seaman je v dvaindvajsetem krogu prehitro pripeljal v ovinek Club pred zanko La Source. Zgrešil je linijo za vstop v zavoj, počez ga je odneslo s steze nato pa je trčil v drevo. 250 litrov goriva se je izlilo v notranjost dirkalnika, ki se je v trenutku vžgal. Seaman je imel zlomljeno desno roko in je bil ujet za volanom. Po dobri minuti neuspešnega reševanja je belgijski vojak skočil v ogenj in povlekel Seamana iz gorečega dirkalnika. Lang je zapeljal v bokse in povedal moštvu za nesrečo, želel je tudi odnehati. Neubauer ga je nevedoč resnosti nesreče poslal nazaj na stezo. V osemindvajsetem krogu je Nuvolari naredil napako, se zavrtel in moral odstopiti. Za Langom sta bila tako uvrščena Hasse in von Brauchitsch. Zaradi okvare uplinjača je Langov dirkalnik porabljal zelo veliko goriva in v predzadnjem krogu mu ga je pred ovinkom La Source zmanjkalo. Uspelo mu je dirkalnik po klancu navzdol pripeljati v bokse in doliti gorivo, toda ker v ceveh motorja ni bilo goriva, dirkalnik ni hotel vžgati. Lang je dirkalnik usmeril po klancu navzdol proti ovinku Eau Rouche. Ravno ko mu je motor dirkalnika le vžgal, ga je prehitel Hasse. Lang se je pognal za njim, ga prehitel in zmagal s prednostjo sedemnajstih sekund pred Hassejem, tretje mesto pa je osvojil von Brauchitsch. 

### Po dirki
Po koncu dirke so se dirkači odpeljali do bolnišnice, kjer se je Seaman za kratko zbudil. Utrpel je opekline po šestdesetih odstotkih telesa in podlegel posledicam poškodb nekaj pred polnočjo. 

## Rezultati

### Štartna vrsta
| _______3_______ Farina Alfa Romeo   |                                      | _______2_______ Lang Mercedes-Benz       |                                               | _______1_______ Müller Auto Union |
|                                     | _______5_______ Seaman Mercedes-Benz |                                          | _______4_______ Nuvolari Auto Union           |                                   |
| _______8_______ Hasse Auto Union    |                                      | _______7_______ Caracciola Mercedes-Benz |                                               | _______6_______ Meier Auto Union  |
|                                     | _______10_______ Sommer Alfa Romeo   |                                          | _______9_______ von Brauchitsch Mercedes-Benz |                                   |
| _______13_______ Mandirola Maserati |                                      | _______12_______ Gérard Delahaye         |                                               | _______11_______ Mazaud Delahaye  |

### Dirka
| Poz | Št | Dirkač                  | Moštvo           | Dirkalnik           | Krogi | Čas/Odstop     | Št. m. | Toč |
| --- | -- | ----------------------- | ---------------- | ------------------- | ----- | -------------- | ------ | --- |
| 1   | 22 | Hermann Lang            | Daimler-Benz AG  | Mercedes-Benz W154  | 35    | 3:20:21,0      | 2      | 1   |
| 2   | 8  | Rudolf Hasse            | Auto Union       | Auto Union D        | 35    | + 16,9 s       | 4      | 2   |
| 3   | 24 | Manfred von Brauchitsch | Daimler-Benz AG  | Mercedes-Benz W154  | 35    | + 1:53,0       | 9      | 3   |
| 4   | 12 | Raymond Sommer          | Alfa Corse       | Alfa Romeo Tipo 308 | 33    | +2 kroga       | 10     | 4   |
| 5   | 14 | Robert Mazaud           | Privatnik        | Delahaye T135CS     | 31    | +4 krogi       | 11     | 4   |
| 6   | 18 | Louis Gérard            | Privatnik        | Delahaye T135CS     | 30    | +5 krogov      | 12     | 4   |
| Ods | 2  | Tazio Nuvolari          | Auto Union       | Auto Union D        | 28    | Trčenje        | 4      | 4   |
| Ods | 6  | Hermann Paul Müller     | Auto Union       | Auto Union D        | 26    | Ventil         | 1      | 5   |
| Ods | 26 | Richard Seaman          | Daimler-Benz AG  | Mercedes-Benz W154  | 21    | Smrtna nesreča | 5      | 5   |
| Ods | 10 | Giuseppe Farina         | Alfa Corse       | Alfa Romeo Tipo 316 | 20    | Motor          | 3      | 5   |
| Ods | 28 | Adolfo Mandirola        | Privatnik        | Maserati 6CM        | 19    | Vzmetenje      | 13     | 5   |
| Ods | 8  | Georg Meier             | Auto Union       | Auto Union D        | 13    | Trčenje        | 6      | 6   |
| Ods | 20 | Rudolf Caracciola       | Daimler-Benz AG  | Mercedes-Benz W154  | 7     | Trčenje        | 7      | 7   |
| DNA | 16 | Emmanuel de Graffenried | Ecurie Autosport | Maserati 6C-34      |       |                |        | 8   |